# Gil Parés
Gil Parés i Vilasau (Barcelona, 3 de octubre de 1880 - ídem, 26 de julio de 1936) fue un sacerdote español, primer párroco del Templo Expiatorio de la Sagrada Familia, la gran obra de Antoni Gaudí y del modernismo catalán.
Estudió con los jesuitas y en 1898 acabó el bachillerato. Ingresó en el Seminario de Barcelona en 1899, y en 1905 ofició su primera misa. En 1906 fue nombrado capellán-custodio del Oratorio de San José —futuro Templo de la Sagrada Familia—, al frente del cual realizó una gran labor social, como demostró con la iniciativa de las Escuelas de la Sagrada Familia, para enseñar a los niños pobres del barrio. También creó numerosas obras religiosas, como el Apostolado de la Oración, la Liga de la Perseverancia, la Congregación de Hijas de María, el Ateneo de la Sagrada Familia, etc.
En 1907, el obispo de Barcelona, Salvador Casañas i Pagès, elevó la cripta de la Sagrada Familia a la categoría de tenencia —sufragánea de la parroquia de San Martín de Provençals— y nombró a Parés capellán teniente. 
Mantuvo una gran amistad con Gaudí, al que reconoció tras su fatal accidente con un tranvía, cuando erróneamente había sido tomado por un mendigo. Mosén Gil actuó de albacea testamentario del arquitecto.
Debido a sus ideas catalanistas, Parés fue despojado de su cargo en la Sagrada Familia por el nuevo obispo, Manuel Irurita, impuesto por la dictadura de Primo de Rivera y contrario a cualquier manifestación de catalanismo. Fue adscrito entonces a la parroquia de las Salesas del Paseo de San Juan de Barcelona. 
Parés murió asesinado durante el transcurso de la guerra civil española. En 2011 fue enterrado en la cripta de la Sagrada Familia, y se inició el proceso para su beatificación, junto a otros 12 mártires del templo de la Sagrada Familia.
Su hermano Ramón Parés Vilasau, político carlista, también fue asesinado en la guerra civil.